# Federazione di baseball della Malaysia
La Federazione malaysiana di baseball (eng. Federation of Baseball Malaysia) è un'organizzazione fondata nel 1997 per governare la pratica del baseball in Malaysia.
Organizza il campionato malaysiano di baseball, e pone sotto la propria egida la nazionale maschile.